# Жовчні кислоти
Жо́вчні кисло́ти — група стероїдних кислот, що входять до складу жовчі. Жовч людини містить переважно холеву, хенодезоксихолеву і дезоксихолеву кислоти і в дуже малих кількостях — літохолеву, алохолеву й урсодезоксихолеву. З них лише холева й хенодезоксихолева кислоти утворюються в печінці (з холестерину), інші — в кишечнику, звідки вони всмоктуються в кров, надходять у печінку, потім знову виділяються печінкою в складі жовчі.
У жовчі жовчні кислоти перебувають у зв'язаному з іншими речовинами (гліцином і таурином) стані.
Сприяють перетравлюванню та всмоктуванню жирів їжі, підсилюють перистальтику кишечника тощо.